# Haeundae (film)
Haeundae (해운대?, 海雲臺?, Hae-undaeLR, HaeuntaeMR, anche noto con il titolo internazionale Tidal Wave) è un film catastrofico del 2009 diretto da Yoon Je-kyoon con protagonisti  Ha Ji-won e Uhm Jung-hwa. È considerato il primo di questo genere in Corea del Sud. Il film è stato distribuito in Corea del Sud il 22 luglio 2009.

## Trama
Distretto di Haeundae. Ogni anno milioni di turisti trascorrono le vacanze sui litorali. Improvvisamente, si abbatte sulla spiaggia un terribile tsunami provocando la morte di molte persone.
Cinque anni prima, Man-sik, nativo di Haeundae, non riuscì a salvare il padre di Yeon-hee (proprietario di un ristorante senza licenza) durante il terremoto e maremoto dell'Oceano Indiano del 2004. A causa di ciò, l'amicizia tra i due si spezza.
Dong-choon e la nonna di Seung-hyun si uniscono a Seung-hyun in attività legali per guadagnare soldi, ma tutti e tre vengono arrestati dalla polizia. Intanto, il geologo Kim Hwi incontra l'ex moglie Yoo-jin, ora fidanzata con Hae-chan, dalla quale ha avuto una figlia, Ji-min. I due decidono, quindi, di non rivelare alla ragazza il suo vero padre. A Seul, intanto, una ricca studentessa universitaria, Hee-mi, cade accidentalmente in mare da uno yacht. Hyeong-sik, fratello minore di Man-sik, è un bagnino e salva Hee-mi.
Hwi nota che il Mar del Giappone mostra un'attività simile all'Oceano Indiano al momento del terremoto dell'Oceano Indiano del 2004. La Disaster Prevention Agency, tuttavia, gli assicura che la Corea del Sud non è a rischio, ma presto un megatsunami si forma vicino al Giappone dirigendosi a Haeundae. Hwi si rende conto, quindi, che i cittadini di Haeundae hanno solo 10 minuti per fuggire. Scoppia, inoltre, un breve terremoto (una piccola scossa di assestamento), mentre il mare inizia a ritirarsi dalla riva, provocando un'isteria di massa. Migliaia di persone si mettono in salvo, proprio mentre lo tsunami raggiunge Haeundae. Dong-choon, Seung-hyun, sua nonna e altre persone sul ponte di Gwangan vengono spazzati via dalle onde, mentre Man-sik e Yeon-hee riescono a sopravvivere a una potente scarica elettrica di un palo del telefono. Dong-choon si risveglia sul ponte ma quando tenta di accendersi una sigaretta, il suo accendino portatile cade nella benzina che perde da una nave cisterna, causando un'esplosione che taglia il ponte a metà.
Hyeong-sik salta giù da un elicottero di soccorso e salva Hee-mi in mare. Quando Hyeong-sik e il resto del gruppo sono insieme sulla corda, Hyeong-sik si rende conto che essa sta per spezzarsi e solo uno di loro può salire sull'elicottero. Taglia, perciò, la corda a cui è collegato e cade nel mare. Yoo-jin, intanto, è intrappolato dall'inondazione e parla al telefono con sua figlia Ji-min. Hwi e Ji-min, invece, aiutano la figlia a salire su un affollato elicottero di salvataggio; prima di partire, Hwi rivela a sua figlia che è suo padre. I due, però, si abbracciano prima di essere uccisi.
Dopo lo tsunami, viene celebrato un funerale per le migliaia di bagnini e persone uccise. Tra i morti vi sono lo zio Hyeong-sik e Man-sik. Dong-choon scopre che anche sua madre è morta e scoppia a piangere. Man-sik, mentre pulisce le rovine del ristorante di Yeon-hee, trova il nastro rosso che Yeon-hee con la scritta "sì".